# Пам'ятки архітектури національного значення Харківської області
У Харківській області нараховується 72 пам'ятки архітектури національного значення.

## Список
| № п/п                 | Найменування пам'ятки                                 | Датування           | Місцезнаходження            | Охоронний номер та номер у комплексі |
| --------------------- | ----------------------------------------------------- | ------------------- | --------------------------- | ------------------------------------ |
| м.Харків              |                                                       |                     |                             |                                      |
| 1                     | Комплекс споруд Свято-Покровського монастиря (мур.)   | 1689-1825 рр.       | вул. Університетська, 8     | 692 0                                |
| 2                     | Покровський собор (мур.)                              | 1689 р.             | вул. Університетська, 8     | 692 1                                |
| 3                     | Архієрейський будинок (мур.)                          | 1820-1826 рр.       | вул. Університетська, 8     | 692 2                                |
| 4                     | Успенський собор (мур.)                               | 1771-1777 рр.       | вул. Квітки-Основ'яненка, 2 | 692 3                                |
| 5                     | Дзвіниця Успенського собору (мур.)                    | 1821-1844 рр.       | вул. Квітки-Основ'яненка, 2 | 692 1                                |
| 6                     | Комплекс споруд університету (мур.)                   | 1767-1831 рр.       | вул. Університетська        | 694 0                                |
| 7                     | Губернаторський будинок (мур.)                        | 1767-1776 рр.       | вул. Університетська, 14    | 694 1                                |
| 8                     | Університетська церква з новим корпусом (мур.)        | 1823-1831 рр.       | вул. Університетська, 25    | 694 2                                |
| 9                     | Хімічний корпус університету (мур.)                   | 1777 р.             | вул. Університетська, 12    | 694 3                                |
| 10                    | Фізичний корпус університету (мур.)                   | 1777 р.             | вул. Університетська. 16    | 694 4                                |
| 11                    | Брама (мур.)                                          | 1820-1823 рр.       | вул. Університетська, 4/16  | 694 5                                |
| 12                    | Університетський ботанічний сад                       | 1804 р.             | вул. Клочківська            | 694 6                                |
| 13                    | Провіантський склад (мур.)                            | 1785-1787 рр.       | вул. Чернишевська, 1        | 695 0                                |
| 14                    | Садибний будинок (мур.)                               | 1808-1814 рр.       | вул. Чернишевська, 14       | 696 0                                |
| 15                    | Садибний будинок (мур.)                               | кін. 18-поч. 19 ст. | вул. Дмитрівська, 14        | 697 0                                |
| 16                    | 1-а чоловіча гімназія (мур.)                          | 1814-1840 рр.       | просп. Героїв Харкова, 24   | 698 0                                |
| 17                    | Житловий будинок (мур.) (знесений)                    | кін. 18 ст.         | вул. Григорія Сковороди, 6  | 699 0                                |
| 18                    | Садибний будинок (мур.)                               | кін. 18 ст.         | вул. Благовіщенська, 26     | 700 0                                |
| 19                    | Будинок Держпрому (мур.)                              | 1925-1928 рр.       | м-н. Свободи, 2             | 65-Н 0                               |
| 20                    | Палац робітника (мур.)                                | 1928-1932 рр.       | вул. Велика Панасівська, 81 | 66-Н 0                               |
| Балаклійський район   |                                                       |                     |                             |                                      |
| 21                    | Петрівська фортеця Української лінії                  | 1731 р.             | с. Петрівське               | 1606 0                               |
| Барвінківський район  |                                                       |                     |                             |                                      |
| 22                    | Тамбовська фортеця Української лінії                  | 1731 р.             | с-ще. Секретарівка          | 1607 0                               |
| Богодухівський район  |                                                       |                     |                             |                                      |
| 23                    | Палацо-парковий ансамбль (мур.)                       | поч. 19 ст.         | с-ще. Шарівка               | 1608 0                               |
| 24                    | Палац (мур.)                                          | поч. 19 ст.         | с-ще. Шарівка               | 1608 1                               |
| 25                    | Будинок варти (мур.)                                  | 1910 р.             | с-ще. Шарівка               | 1608 2                               |
| 26                    | Будинок господарського двору (мур.)                   | 1910 р.             | с-ще. Шарівка               | 1608 3                               |
| 27                    | Будинок лісничого (дер.)                              | 1910 р.             | с-ще. Шарівка               | 1608 4                               |
| 28                    | Парк                                                  | 19 ст.              | с-ще. Шарівка               | 1608 5                               |
| Валківський район     |                                                       |                     |                             |                                      |
| 29                    | Заміська садиба (мур.)                                | кін. 18 ст.         | с-ще. Старий Мерчик         | 712 0                                |
| 30                    | Палац (мур.)                                          | 1706-1708 рр.       | с-ще. Старий Мерчик         | 712 1                                |
| 31                    | Службовий будинок (мур.)                              | кін. 18 ст.         | с-ще. Старий Мерчик         | 712 2                                |
| 32                    | Флігель західний (мур.)                               | кін. 18 ст.         | с-ще. Старий Мерчик         | 712 3                                |
| 33                    | Флігель східний (мур.)                                | кін. 18 ст.         | с-ще. Старий Мерчик         | 712 4                                |
| 34                    | Амбар (мур.)                                          | кін. 18 ст.         | с-ще. Старий Мерчик         | 712 5                                |
| 35                    | Криниця (мур.)                                        | кін. 18 ст.         | с-ще. Старий Мерчик         | 712 6                                |
| 36                    | Парк                                                  | кін. 18 ст.         | с-ще. Старий Мерчик         | 712 7                                |
| Вовчанський район     |                                                       |                     |                             |                                      |
| 37                    | Заміська садиба (мур.)                                | поч. 19 ст.         | с. Василівка                | 715 0                                |
| 38                    | Палац (мур.)                                          | поч. 19 ст.         | с. Василівка                | 715 1                                |
| Зачепилівський район  |                                                       |                     |                             |                                      |
| 39                    | Федорівська фортеця Української лінії                 | 1731 р.             | с. Залінійне                | 1610 0                               |
| 40                    | Козловська фортеця Української лінії                  | 1731 р.             | с. Залінійне                | 1610 0                               |
| Золочівський район    |                                                       |                     |                             |                                      |
| 41                    | Заміська садиба (мур.)                                | поч 19 ст.          | с. Малижине                 | 710 0                                |
| 42                    | Садибний будинок (мур.)                               | 1823 р.             | с. Малижине                 | 710 1                                |
| 43                    | Амбар (мур.)                                          | 1823 р.             | с. Малижине                 | 710 2                                |
| 44                    | Флігель (дер.)                                        | поч 19 ст.          | с. Малижине                 | 710 3                                |
| 45                    | Церква Успіння Богородиці (мур.)                      | 1823-1833 рр.       | с. Малижине                 | 710 4                                |
| Ізюмський район       |                                                       |                     |                             |                                      |
| м. Ізюм               |                                                       |                     |                             |                                      |
| 46                    | Спасо-Преображенський собор (мур.)                    | 1684 р.             | вул. Старопоштова, 12       | 703 0                                |
| 47                    | Вознесенська церква з дзвіницею (мур.)                | 1819-1826 рр.       | вул. Європейська, 2         | 1604 0                               |
| 48                    | Миколаївська церква (мур.)                            | 1809-1823 рр.       | вул. Соборна, 5             | 1605 0                               |
| 49                    | Церква Іоанна Предтечі (мур.)                         | 1776 р.             | с. Іванівка                 | 1611 0                               |
| Краснокутський район  |                                                       |                     |                             |                                      |
| 50                    | Заміська садиба «Наталіївка» (мур.)                   | 19-поч. 20 ст.      | с-ще. Володимирівка         | 709 0                                |
| 51                    | Спаська церква (мур.)                                 | 1911-1913 рр.       | с-ще. Володимирівка         | 709 1                                |
| 52                    | Парк                                                  | 1884 р.             | с-ще. Володимирівка         | 709 2                                |
| 53                    | Покровська церква (мур.)                              | 1808-1809 рр.       | с. Пархомівка               | 711 0                                |
| Лозівський район      |                                                       |                     |                             |                                      |
| 54                    | Слобідська фортеця Української лінії                  | 1731 р.             | с. Павлівка Друга           | 1614 0                               |
| Нововодолазький район |                                                       |                     |                             |                                      |
| 55                    | Орловська фортеця Української лінії                   | 1731-1742 рр.       | с. Дячківка                 | 1615 0                               |
| 56                    | Парасковійська фортеця Української лінії              | 1731-1742 рр.       | с. Парасковія               | 1616 0                               |
| 57                    | Палац (мур.)                                          | поч. 19 ст.         | с. Рокитне                  | 713 0                                |
| 58                    | Церква Святого Миколи (мур.)                          | 1805 р.             | с. Рокитне                  | 714 0                                |
| Первомайський район   |                                                       |                     |                             |                                      |
| 59                    | Єфремівська фортеця Української лінії                 | 1731-1742 рр.       | с. Єфремівка                | 1617 0                               |
| 60                    | Михайлівська фортеця Української лінії                | 1731-1742 рр.       | с. Михайлівка               | 1618 0                               |
| 61                    | Олексіївська фортеця Української лінії                | 1731-1742 рр.       | с. Олексіївка               | 1619 0                               |
| Харківський район     |                                                       |                     |                             |                                      |
| м. Люботин            |                                                       |                     |                             |                                      |
| 62                    | Заміська садиба (мур.)                                | 19 ст.              | пл. Княжа                   | 702 0                                |
| 63                    | Палац (мур.)                                          | 1840-і рр.          | пл. Княжа                   | 702 1                                |
| 64                    | Службовий корпус (мур.)                               | 1820-1870 рр.       | пл. Княжа                   | 702 2                                |
| 65                    | Миколаївська церква (мур.)                            | 1843 р.             | вул. Садова, 29-а           | 702 3                                |
| 66                    | Парк                                                  | поч. 19 ст.         | Район Гиївка                | 702 4                                |
| Чугуївський район     |                                                       |                     |                             |                                      |
| м. Чугуїв             |                                                       |                     |                             |                                      |
| 67                    | Штаб військових поселень (мур.)                       | 1830-і рр.          | пл. Соборна, 2              | 704 0                                |
| 68                    | Міська управа (мур.)                                  | 1820-і рр.          | вул. Харківська, 112        | 705 0                                |
| 69                    | Покровський собор (мур.)                              | 1824-1834 рр.       | пл. Соборна, 5              | 706 0                                |
| 70                    | Торгові ряди (мур.)                                   | 1835 р.             | вул. Музейна, 25            | 707 0                                |
| 71                    | Волосна управа (північний і південний корпуси) (мур.) | 1823 р.             | с. Коробочкине              | 716 0                                |